# Observatoire Vera-C.-Rubin
« LSST » redirige ici. Pour la loi québécoise, voir Loi sur la santé et la sécurité du travail.
L'observatoire Vera-C.-Rubin (Vera C. Rubin Observatory), anciennement nommé Large Synoptic Survey Telescope (LSST, en français « Grand Télescope d’étude synoptique »),, est un observatoire astronomique américain de grande taille situé à une centaine de kilomètres de La Serena, au nord du Chili. Son télescope, le Simonyi Survey Telescope, est un télescope optique caractérisé par un champ d'observation très large (3,5 degrés de diamètre, soit 49 fois la surface apparente de la Lune, qui a un diamètre de 0,5 degré). Les caractéristiques de ce télescope de relevé astronomique lui permettent de photographier l'ensemble du ciel austral (18 000 degrés carrés) en un peu plus de trois jours, avec une sensibilité lui permettant de fournir des images d'objets dont la magnitude apparente est inférieure ou égale à 24. Sa résolution spatiale est de 0,2 seconde d'arc. Le mode d'observation est optimisé pour détecter les phénomènes transitoires (variation de luminosité ou changement de position). Au cours des 10 années d'observation programmées, l'observatoire doit photographier 825 fois l'ensemble du ciel austral, ce qui permettra, en fusionnant les différentes images, d'atteindre une magnitude apparente de 27.
Les installations de l'observatoire à proximité du sommet du Cerro Pachón (altitude de 2 680 mètres) au Chili hébergent un télescope de type Paul-Baker, qui présente la particularité d'utiliser trois miroirs courbés asphériques permettant la réduction des trois types d'aberration optique. Son miroir primaire a un diamètre de 8,4 mètres et le miroir secondaire un diamètre de 3,42 mètres. L'unique instrument installé à son foyer est une caméra dotée d'un capteur de 3,2 milliards de pixels sensible à une plage de longueurs d'onde allant du proche ultraviolet au proche infrarouge, passant donc par le visible (0,1 à 1 micromètre).  
Ce télescope de relevé, bien qu'identifié comme objectif prioritaire par les rapports académiques américains, a eu des difficultés pour trouver son financement. Le projet a été lancé en 2003 à l'initiative de l'université de l'Arizona, la fabrication du miroir primaire a débuté en 2008, mais la construction sur le site n'a débuté qu'en avril 2015. Les premiers réglages avec une caméra d'ingénierie ont commencé le 24 octobre 2024, un « premier photon » technique a été obtenu le 15 avril 2025, et les premières images publiées le 23 juin 2025. 
L'observatoire a été nommé en hommage à l'astronome américaine Vera Rubin. 

## Historique

### Historique des relevés astronomiques
Les réflexions sur la réalisation d'un relevé astronomique, c'est-à-dire un recensement systématique des sources astronomiques dans de larges portions du ciel ont débuté dans les années 1930/1940. Pour y parvenir des recherches sur les détecteurs et les télescopes sont entreprises à cette époque au California Institute of Technology et dans les services de recherche de la société Kodak. Ils  débouchent sur le Palomar Observatory Sky Survey (NGS–POSS), une campagne de relevés astronomiques du ciel de l'hémisphère nord utilisant des plaques argentiques qui est effectuée entre 1948 et 1957 en utilisant un télescope de l'observatoire Palomar. Le résultat est exploité au cours des décennies suivantes pour dresser des catalogues d'étoiles et autres objets célestes dont un grand nombre sont découverts grâce à ces observations. C'est l'invention des capteurs numériques de type dispositif à transfert de charges (plus connu sous l'appellation CCD), plusieurs dizaines de milliers de fois plus petits que les grandes plaques argentiques utilisées jusque-là et caractérisés par un haut rendement quantique qui remet d'actualité les relevés astronomiques. Le développement du télescope Hubble au cours des décennies 1980 et 1990 aboutit à la mise au point des CCD permettant de répondre aux besoins scientifiques. Caractérisés par une sensibilité et une linéarité élevée ces capteurs permettent de nombreuses avancées dans le domaine de l'astronomie. Au début des années 1990 on installe au plan focal de certains instruments des mosaïques de CCD. La Big Throughput Camera, une caméra comprenant 4 CCD installée sur le télescope Víctor M. Blanco, est utilisée pour observer des supernovae et est à l'origine de la découverte en 1998 de l'accélération de l'expansion de l'Univers et d'une force répulsive qui est baptisée énergie noire. Une mosaïque de CCD de même type est utilisée pour réaliser à compter de 2000 le programme  Sloan Digital Sky Survey (SSDS) qui cartographie plus de 10 000 deg² du ciel austral dans cinq bandes spectrales. De nombreux résultats sont obtenus à partir des informations collectées dans le SSDS car celles-ci combinent pour la première fois l'étendue d'un relevé et des données bien étalonnées.
Deux pistes d'amélioration des relevés astronomiques sont identifiées à cette époque : d'une part accroitre la profondeur du relevé, c'est-à-dire disposer de capteurs plus sensibles capables d'observer des objets plus lointains ou moins lumineux d'autre part disposer d'une résolution temporelle plus courte qui permettrait d'observer des phénomènes transitoires. Ce sont ces deux besoins qui président au développement du LSST.

### Un projet astronomique américain prioritaire
La conception du télescope LSST dérive du projet de télescope Dark Matter proposé en 2000 par Roger Angel, directeur du Richard F. Caris Mirror Lab de l'observatoire Steward de l'université de l'Arizona,.
Le Rapport décennal sur l'astronomie et l'astrophysique pour le nouveau millénaire publié en 2001 et rédigé par les experts du Conseil National de la Recherche américain (émanation de l'Académie nationale des sciences), identifie au début de ce siècle deux projets de télescopes terrestres comme prioritaires : le Télescope de Trente Mètres et le LSST. Ce dernier grâce à la combinaison de sa grande ouverture (classe de 6,5 mètres) et de son champ de vue étendu (3,5°) permettra de disposer en trois jours d'une image entière du ciel (18 000 deg²) avec une sensibilité permettant de détecter des objets jusqu'à une magnitude apparente de 24. Un instrument pouvant réaliser une image d'objets caractérisés par une magnitude apparente de 23 (donc inférieure) permet d'observer le Soleil depuis la galaxie d'Andromède ou une galaxie de la taille de notre Voie lactée depuis une galaxie caractérisée par un décalage vers le rouge de 1. Les capacités du LSST doivent permettre de remplir des objectifs scientifiques importants portant sur l'ensemble des domaines de l'astronomie et de l'astrophysique en allant de l'étude du système solaire à la cosmologie. Le LSST doit en effet permettre de détecter des objets caractérisés par leur variabilité :
- détecter et tracer 10 000 objets dans la ceinture de Kuiper, partie du Système solaire largement inexplorée bien que fondamentale sur le plan scientifique ;
- localiser les objets géocroiseurs, d'un diamètre supérieur à 300 mètres, susceptibles de constituer une menace pour la Terre ;
- découvrir et surveiller de nombreux objets variables comme les supernovae, les galaxies actives et les étoiles produisant une microlentille gravitationnelle ;
- réaliser des images de l'espace profond sur plusieurs centaines de degrés carrés pour étudier la distribution de la matière noire autour des lentilles gravitationnelles faibles.

## Lancement du projet
Le projet est lancé début 2003 avec la mise sur pied de la société Large Synoptic Survey Telescope Inc créée par quatre entités : Research Corporation, l'Association of Universities for Research in Astronomy (AURA), l'Université de l'Arizona et l'Université de Washington. Le financement du projet repose sur un partenariat public-privé. À l'époque l'inauguration du site est planifiée pour 2011. 

## Organisation
L'observatoire Vera C. Rubin est un projet international dans lequel les États-Unis jouent  un rôle majeur. Le siège de l'organisation se trouve à Tucson (Arizona). Le projet, qui est un partenariat public-privé, est porté par l'AURA consortium américain composé d'universités et d'institutions à but non lucratif dont le rôle est la gestion ou l'administration de certains observatoires astronomiques de classe mondiale.  Les principaux financeurs sont d'une part la National Science Foundation (473 millions US$), qui dirige le projet et est chargé du financement du télescope, des aménagements du site et du traitement des données et d'autre part le département de l'Énergie qui finance à hauteur de 168 millions US$ la construction de la caméra,. Des particuliers  ont également contribué au financement comme Charles Simonyi et Bill Gates qui ont à eux deux versé 30 millions US$. La réalisation de l'observatoire fait intervenir plusieurs acteurs :
- le NOIRLab (qui a succédé au National Optical Astronomy Observatory (NOAO) en 2019) est chargé de la réalisation du télescope et de la construction des bâtiments sur le site et est financé par le NSF. Cette institution nationale américaine, qui a la charge des principaux instruments américains dans le domaine optique qu'ils soient situés dans l'hémisphère nord comme dans l'hémisphère sud, a son siège à Tucson en Arizona ;
- la caméra est construite par le Centre de l'accélérateur linéaire de Stanford (SLAC) laboratoire de physique dépendant du DOE ;
- la construction du centre de calcul est prise en charge par le National Center for Supercomputing Applications hébergé à Urbana (Illinois) dans l'Illinois sur le campus de l'Université de l'Illinois ;
- de nombreux autres pays ont une participation minoritaire : Afrique du Sud, Allemagne, Australie, Brésil, Canada, Chine, Corée du Sud, Croatie, France, Hongrie, Inde, Nouvelle-Zélande, Royaume-Uni, Serbie, Suisse et Taïwan. Parmi ces derniers les deux plus gros contributeurs sont la France, via l’Institut national de physique nucléaire et de physique des particules (IN2P3) du CNRS, et le Chili[10]. Le centre de calcul de l'IN2P3 (CC-IN2P3) participe au traitement et au stockage des données produites[14].
- la France a apporté une forte contribution à la caméra de Vera Rubin, puisque le changeur de filtres de la caméra a été conçu, et fabriqué en France par trois laboratoires de l'IN2P3 CNRS, et que le CNRS va assurer la maintenance de ce système pendant les dix ans d'observation du télescope.

## Site
Le choix du site destiné à accueillir l'observatoire est effectué en mai 2006. Quatre sites sont étudiés au Mexique (dans la Sierra de San Pedro Mártir en Basse Californie), au Chili et dans les Îles Canaries au cours d'une campagne de prospection qui dure deux ans. Le sommet du Cerro Pachón (altitude de 2 680 mètres) situé dans le nord du Chili est finalement recommandé par le comité de sélection international et ce choix est retenu par les responsables du projet. Les critères déterminants ont été le nombre de nuits claires par an, les conditions météorologiques et la présence d'une infrastructure permettant la construction du télescope. Sur ce terrain détenu par l'AURA (Association of Universities for Research in Astronomy), se trouvent déjà deux autres instruments :  l'observatoire Gemini sud et le télescope SOAR. Le télescope sera télécommandé depuis une base située à La Serena, une ville chilienne située au bord de l'Océan Pacifique à une centaine de kilomètres par la route. La région semi-désertique est caractérisée par une humidité très faible et une absence de nébulosité qui réduit les perturbations atmosphériques et permet de bénéficier d'une forte proportions de nuits d'observation. Aussi trouve-t-on dans cette région une concentration exceptionnelle de télescopes de grande taille.

## Déroulement des travaux

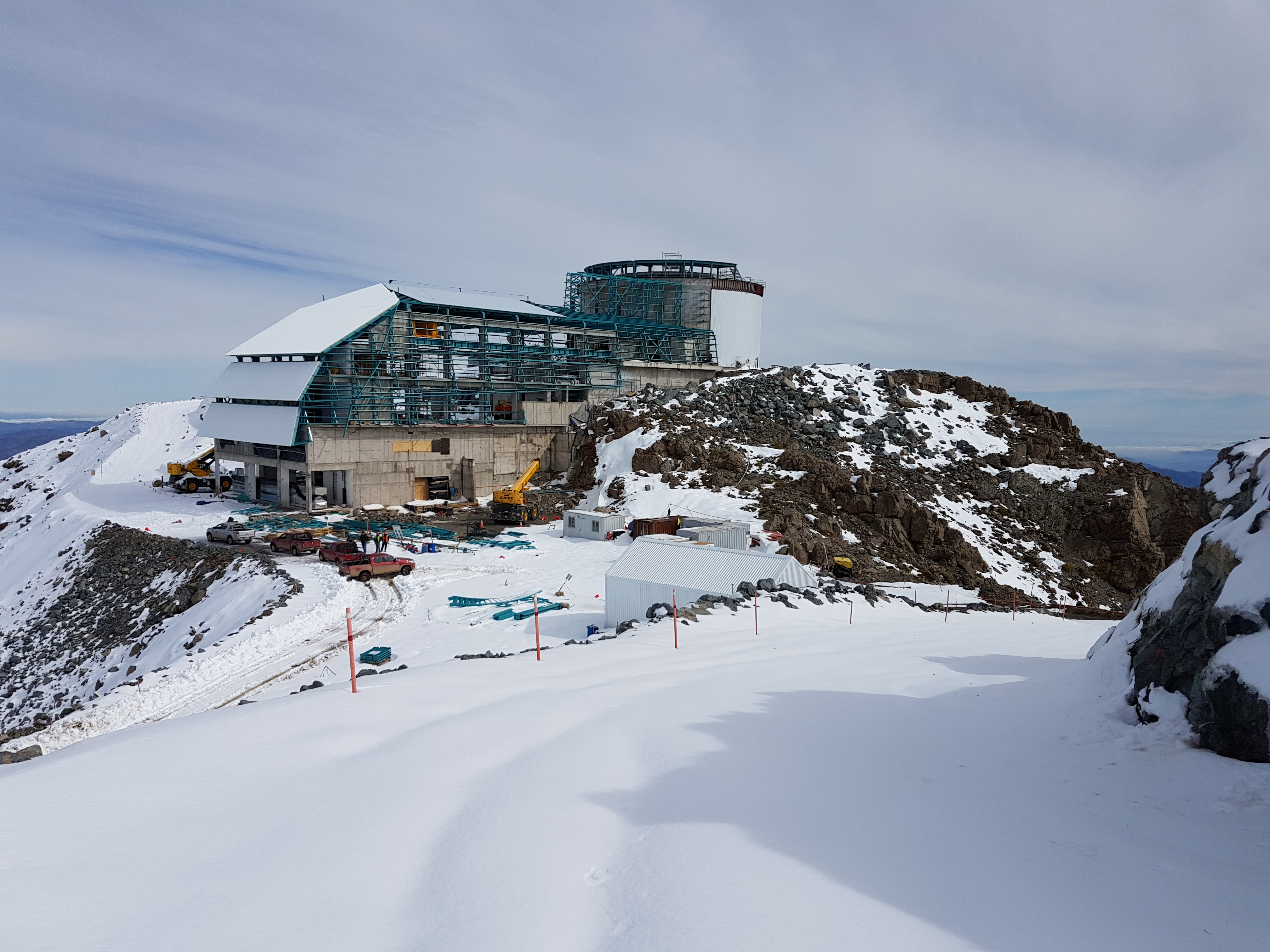
Avancement des travaux au sommet du Cerro Pachon en mai 2017.

La fabrication du miroir primaire M1, qui constitue la tâche la plus longue, est prise en charge par le laboratoire de l'observatoire Steward de l'université de l'Arizona. La fabrication débute au printemps 2008 et le polissage final s'achève en février 2015. Le miroir est stocké en attendant d'être transféré dans le bâtiment de service attenant au télescope où il doit recevoir son revêtement final. La réalisation du miroir secondaire M2 est confiée à Corning. l'ébauche est réalisée en novembre 2009 et stockée en attendant la disponibilité de fonds. En octobre 2014 les travaux de polissage débutent chez Exelis (une filiale de Harris Corporation). Le miroir est livré au Chili en décembre 2018. Les  premiers travaux sur le site commencent en avril 2011. Il s'agit d'abord  d'une part de mettre à niveau l'emplacement de l'observatoire et du télescope d'étalonnage associé et d'autre part de construire la route qui doit desservir le site. Cela nécessite de déplacer 19 000 m³ de roches après des opérations de dynamitage. Ces travaux s'achèvent fin 2011.     
La construction des bâtiments au sommet du mont Cerro Pachon est réalisée par la société chilienne Besalco Construcciones. Les travaux débutent en 2015 et s'achèvent trois ans plus tard fin mars 2018. Seule la coupole tournante qui doit protéger le télescope reste à monter. Deux lignes en fibre optique (pour assurer la redondance) sont mises en place en 2018 entre Santiago du Chili et Miami pour permettre le transfert des données à grand débit (100 gigabits par seconde) entre le site de l'observatoire et le centre de calcul utilisé pour traiter les images collectées et hébergé par l'Université de l'Illinois. La création de ces lignes répond à différents besoins créés par les projets scientifiques menés en coopération par les États-Unis et différents pays d'Amérique du Sud. 

### Avancement et planning prévisionnel (mise à jour octobre 2019)
La monture fabriquée en Espagne est véhiculée jusqu'au site du télescope en septembre 2019. Son assemblage doit s'effectuer en tenant compte des travaux encore en cours sur le dôme. Le transfert de la caméra sur le site du télescope est planifié début 2020. Le montage de l'optique du télescope doit s'achever au cours du quatrième trimestre 2020. La première lumière du télescope est prévue en 2021. La recette de l'ensemble doit s'achever à la fin du premier trimestre 2022 (fin 2022 si la marge prévue est consommée) date à laquelle le télescope sera déclaré complètement opérationnel. En juin 2019, deux élues du Congrès américain proposent de rebaptiser le LSST Vera Rubin Survey Telescope pour commémorer la mémoire de Vera Rubin, astronome ayant joué un rôle majeur dans la découverte de la matière noire. Il est finalement officiellement rebaptisé le Vera C. Rubin Observatory, ou observatoire Vera-C.-Rubin en français, début janvier 2020.

### Première lumière

Première image publiée de l'observatoire Vera Rubin, les nébuleuses Trifide et de la Lagune.

Pour un dispositif constitué de multiples sous-systèmes avec de nombreuses étapes de test intermédiaires,  la notion de première lumière est discutable et relève plus de la communication publique. En date du 19 mars 2025, l'avancement officiel du projet annonce un « premier photon », technique, le 15 avril 2025 et une « première lumière » le 4 juillet 2025,. 
Les toutes premières images ont toutefois été publiées le 23 juin 2025 : une image composite des nébuleuses Trifide et de la Lagune et des extraits d'une vue à grand champ des nombreuses galaxies de l'amas de la Vierge. 
Bien que l'observatoire n'ait pas été conçu pour cela, les premières données ont permis de découvrir plus de 2 100 astéroïdes considérés comme nouveaux (jamais observés, ou d'éléments orbitaux précédemment inconnus), rien que dans notre système solaire et en seulement dix heures cumulées d'observation sur sept jours.

## Caractéristiques techniques

### Installations
L'observatoire, installé au sommet du Cerro Pachón, comprend trois bâtiments. Le premier, qui contient le télescope est un bâtiment cylindrique d'un diamètre de 30 mètres. Il supporte le dôme protégeant le télescope qui peut pivoter. Un deuxième bâtiment, accolé à la partie inférieure du premier, dispose d'une surface de 3 000 m2 qui est utilisée pour les opérations de service. Un monte-charge d'une capacité de 80 tonnes relie les deux bâtiments et permet de transporter le miroir primaire pour l'installation et les maintenances périodiques. En effet la maintenance des trois miroirs (nettoyage et renouvellement de la couche protectrice) et de la caméra sont effectuées sur place. Enfin un troisième bâtiment situé sur une petite éminence à l'est de l'observatoire abrite le petit télescope de 1,2 mètre d'ouverture utilisé pour étalonner les images produites en prenant en compte les perturbations atmosphériques. Ce télescope était à l'origine installé à Kitt Peak. Il a été cédé par son propriétaire Edgar Smith et transporté au Chili après avoir été remis en état,.

### Coupole
La coupole est la partie mobile de l'enceinte du télescope qui comporte une ouverture permettant au télescope d'effectuer les observations. La coupole, d'une masse de 600 tonnes, est haute approximativement de 27 mètres pour un diamètre de 30 mètres. Ses dimensions sont imposées d'une part par la taille du télescope, d'autre part par la nécessité de disposer de suffisamment de place pour les opérations de maintenance ainsi que pour les mécanismes de ventilation et d'ouverture. La coupole repose sur un socle cylindrique en béton d'un diamètre de 30 mètres pour une hauteur de 17 mètres. La hauteur de ce socle permet au télescope de se situer au-dessus de la couche thermique qui recouvre le sol. La rotation de la coupole est indépendante de celle du télescope ce qui permet de simplifier la maintenance, les opérations d'étalonnage et le contrôle thermique. Pour pouvoir pivoter la coupole repose sur 14 bogies à deux roues qui circulent sur un rail placé au sommet du socle cylindrique du télescope. La construction de la coupole est réalisée par la société italienne European Industrial Engineering (EIE) implantée à Mestre. 
L'ouverture dans la coupole est plus large que ce qui est nécessaire pour les besoins d'observation (11 mètres alors que l'exigence est de 10 mètres) ce qui permet à la coupole de pivoter pour adapter la position de son ouverture à la prochaine position du télescope alors qu'une prise d'image est en cours. L'ouverture pratiquée dans la coupole permet des observations d'une élévation proche de l'horizontale jusqu'à la verticale (de 0 à 90 %). Pour réduire l'incidence du vent et limiter l'arrivée de lumière parasite sur les miroirs, un coupe-vent léger constitué d'une série de panneaux incurvés mobiles obstrue la partie de l'ouverture qui n'est pas utilisée pour la prise d'image en cours. Durant la journée, la coupole est climatisée de manière à maintenir sa température légèrement en-dessous de celle attendue au début de la prochaine phase d'observation. Une jupe placée au niveau de la jointure entre la coupole et le socle du télescope assure une certaine étanchéité permettant de limiter les besoins de climatisation. De nuit le contrôle thermique est assuré par la ventilation naturelle (vent). L'ouverture contrôlée de persiennes percées  tout autour du dôme, est utilisée pour contrôler cette ventilation. La superficie totale des persiennes est de 500 m² ce qui permet un renouvellement de l'air contenu sous la coupole 75 fois par heure avec un vent dont la vitesse horizontale est de 18 km/h. La coupole comporte une grue permettant de réaliser les opérations de maintenance sur des sous-ensembles du télescope.  

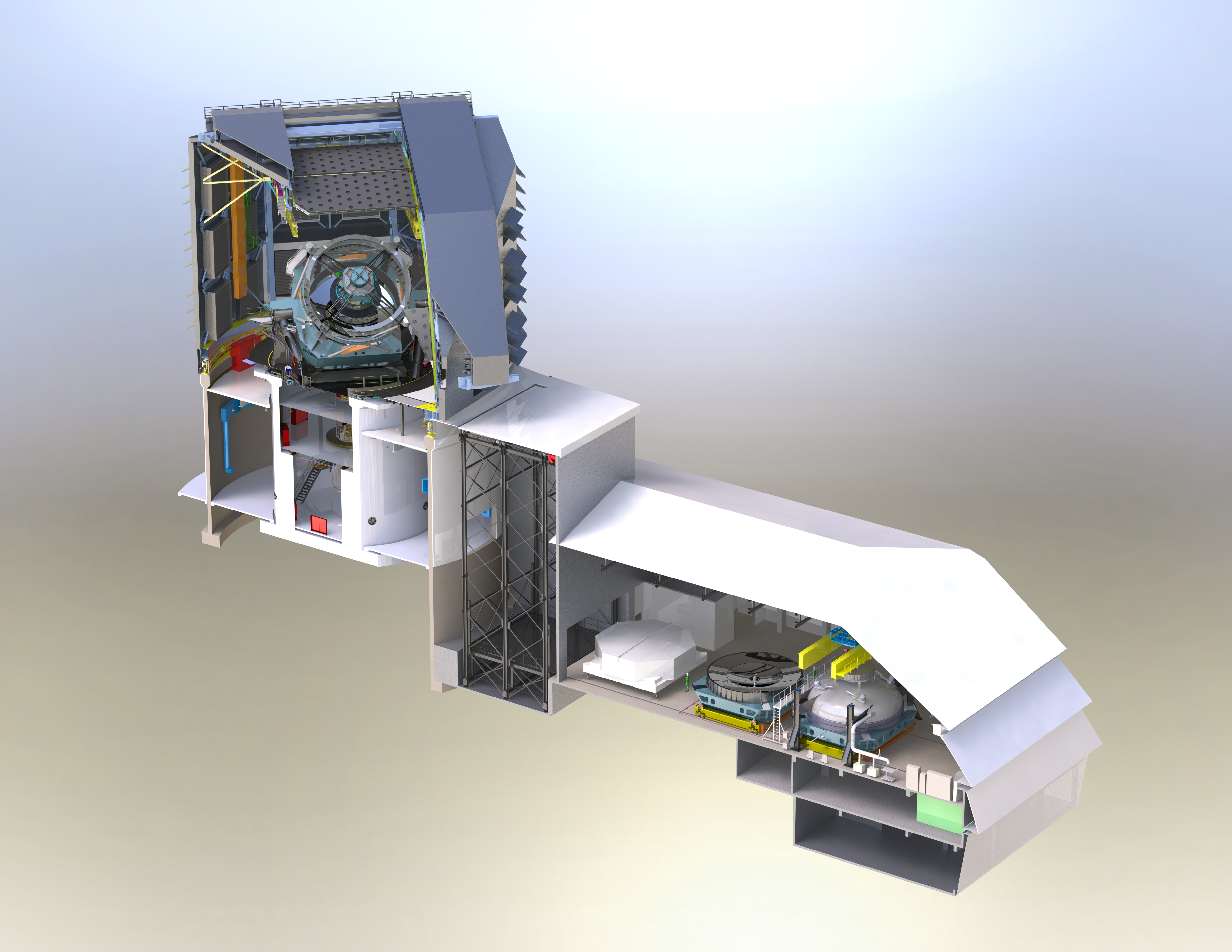
Schéma en coupe du télescope présentant ses installations consacrées à la maintenance, en contrebas du dôme, et entre les deux le monte-charge dimensionné pour accueillir le miroir primaire.

### Monture

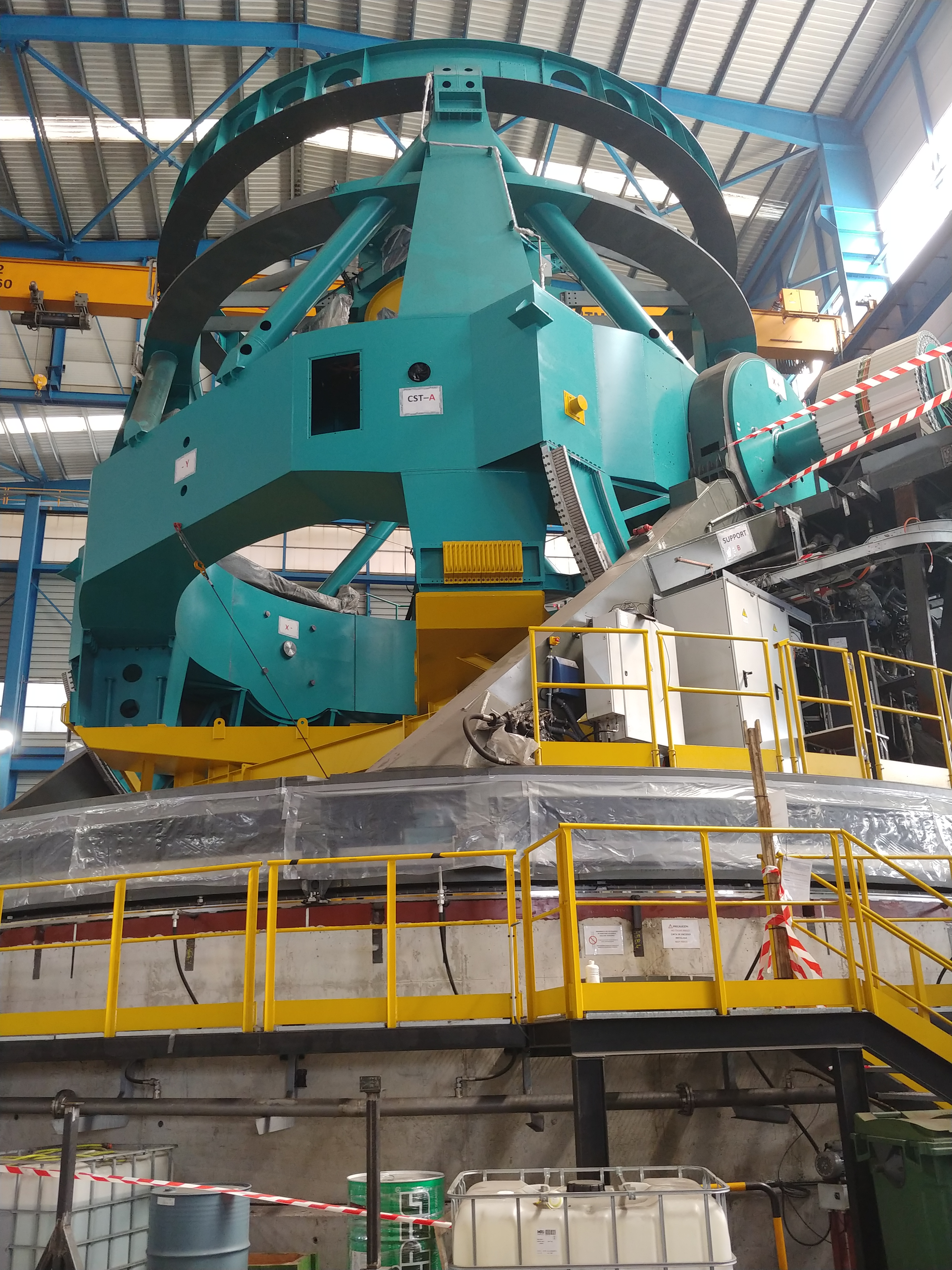
La monture en cours d'assemblage chez son constructeur espagnol.

La monture azimutale supportant le télescope est conçue de manière à être compacte et à remplir les conditions d'utilisation particulière du LSST : le pointage du télescope doit pouvoir être modifié de 3,5° en moins de 4 secondes pour permettre d'enchainer les prises d'image du ciel. Deux plateformes situés de part et d'autre de l'axe de l'élévation permettre d'accéder à la caméra et au miroir secondaire pour des opérations de maintenance lorsque le télescope est au repos c'est-à-dire lorsque l'élévation du tube est à l'horizontale. Les moteurs électriques utilisés pour faire pivoter le télescope utilisent l'énergie stockée dans 360 condensateurs pour fournir le mégawatt nécessaire pour déplacer le télescope (monture, optique et caméra) d'une masse totale de 350 tonnes. La construction de la monture est réalisée par les sociétés espagnoles GHESA Ingeniería y Tecnología (bureau d'études) implantée à Madrid et Asturfeito (fabrication) située aux Asturies,.

### Optique
Le télescope utilisé, baptisé Simonyi Survey Telescope, est un télescope de type Paul-Baker, qui présente la particularité d'utiliser trois miroirs courbés asphériques permettant la réduction des trois types d'aberration optique : l'aberration sphérique, le coma et l'astigmatisme. Ce type de télescope permet d'obtenir une image de qualité sur un champ de vue de grande taille. L'architecture retenue permet d'obtenir un ensemble extrêmement compact : la hauteur totale de la partie optique, mesurée par la distance entre le sommet du miroir secondaire et celui du miroir tertiaire, est de 6,4 mètres. Il permet de réaliser des images d'une portion du ciel de 9,62 degrés carrés (à comparer à quelques minutes carrés des instruments grand angle installés sur les télescopes de même taille). Le miroir primaire  M1 mesure 8,4 m de diamètre. Il réfléchit la lumière vers le miroir secondaire M2 convexe de 3,4 m de diamètre qui est le plus grand miroir convexe jamais construit. Enfin, ce dernier réfléchit la lumière vers le miroir tertiaire M3 de 5 m de diamètre, qui présente la particularité d'être au centre de M1. Le rayonnement lumineux pénètre ensuite dans la caméra située entre les miroirs M3 et M2, qui dispose de trois lentilles (dans l'ordre L1, L2 et L3) chargées de corriger les aberrations. L1 a un diamètre de 1,55 m tandis que L3 a un diamètre de 0,69 m. Le rayonnement lumineux arrive sur le capteur d'un diamètre de 64 cm placé sur un plan focal plat. Compte tenu des caractéristiques de la partie optique, 63 % de la lumière collectée arrive au capteur pour le champ de vue de 1,4° et 57 % sur l'ensemble du champ de vue (3,5°),. 

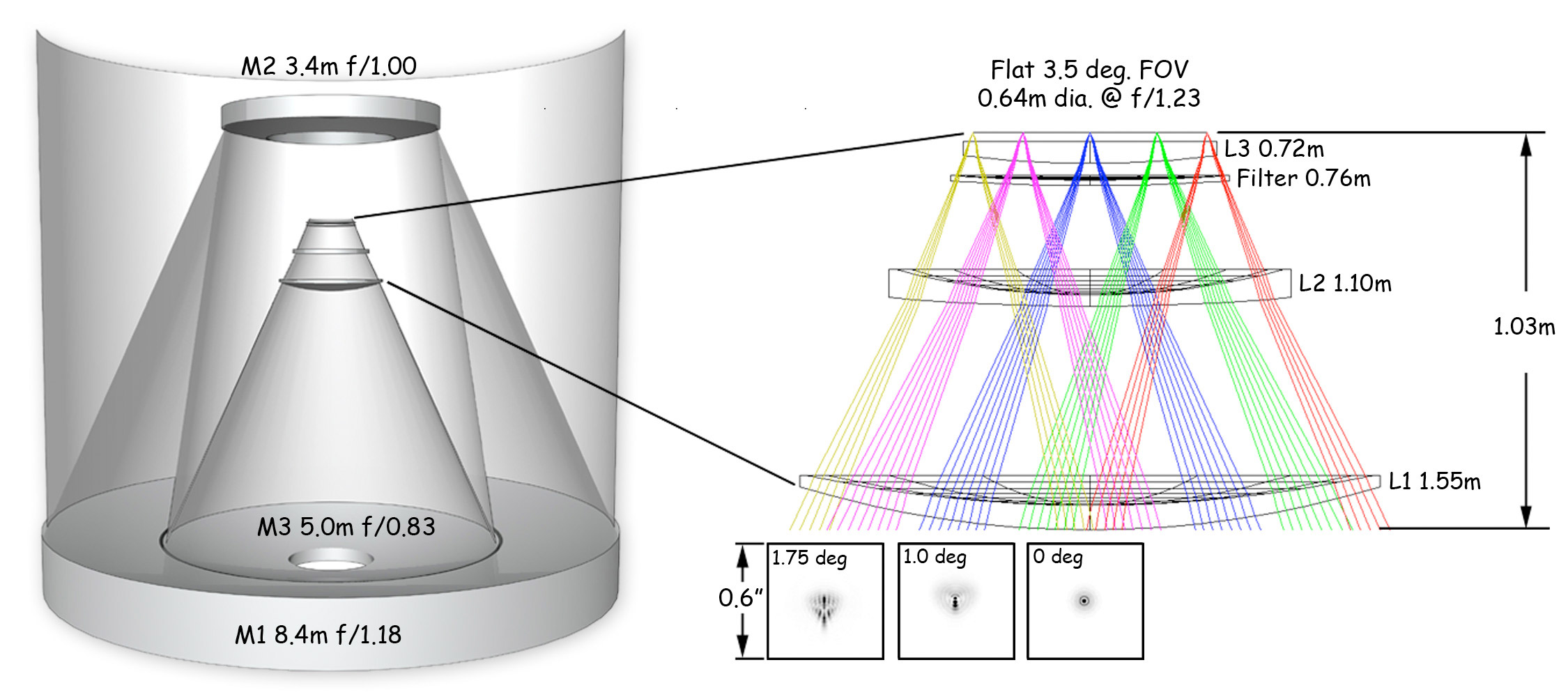
Schéma de la partie optique : à gauche schéma représentant les trois miroirs M1, M2 et M3 ; à droite schéma des trois lentilles L1, L2 et L3 de la caméra.

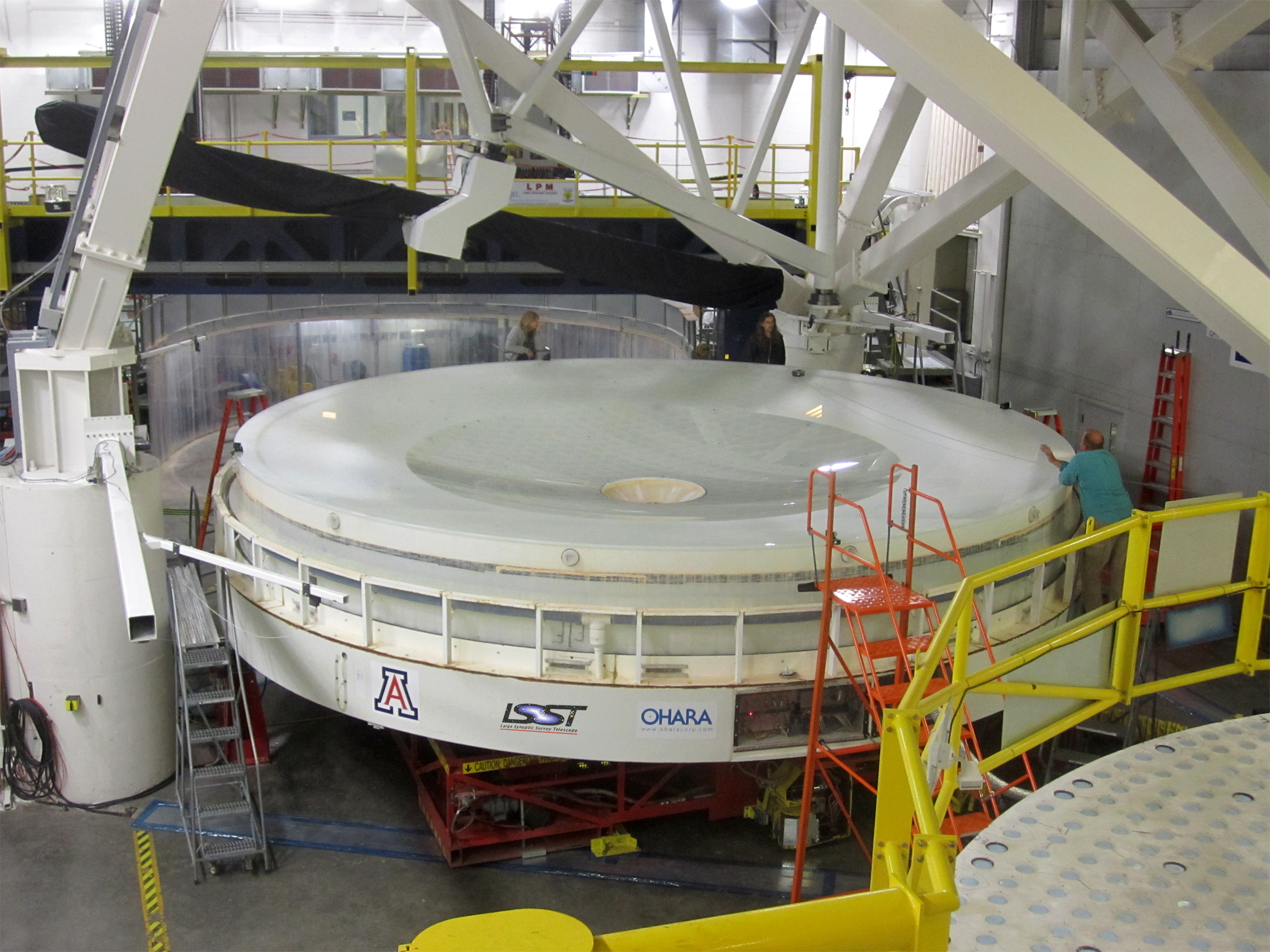
Les miroirs M1 et M3 sont façonnés dans le même bloc de verre monolithique. On distingue le M3 par sa courbure plus accentuée.

Les trois miroirs présentent les caractéristiques suivantes :
- la partie utilisable du miroir M1 (la partie masquée par le miroir M2 forme le miroir M3) dispose d'une surface collectrice en forme d'anneau équivalente à un miroir de 6,7 mètres de diamètre. Au centre du miroir M1 se trouve le miroir M3 de 5 mètres de diamètre dont la courbe plus accentuée crée une cuvette. L'ensemble  M1 et M3 forme une surface continue qui est fabriqué à partir d'un bloc de verre monolithique. Pour réduire sa masse la partie inférieure du miroir est constituée par une structure en nid d'abeilles qui assure sa rigidité. L'ensemble, d'une masse de 19 tonnes, repose sur le barillet, une structure métallique ajourée de 9 x 9 x 2 mètres et d'une masse de 19 tonnes. La partie supérieure du barillet comporte 112 vérins à deux axes et 44 vérins à axe unique actionnés par un système pneumatique qui supportent le miroir et contrôlent sa forme. Au sein du barillet se trouvent 96 ventilateurs qui font circuler l'air conditionné à travers 1 800 ouvertures pour ventiler le cœur du miroir. Enfin 6 vérins formant un hexapode et fixés sur le barillet permettent de régler avec précision la position des miroirs M1/M3[34] ;
- le miroir M2 de 3,42 mètres de diamètre comporte en son centre un trou d'un diamètre de 1,8 mètre de diamètre qui correspond à la partie masquée par la caméra. Il s'agit du plus grand miroir convexe jamais construit. Il est réalisé à partir d'un bloc brut de 10 centimètres d'épaisseur réalisé à partir de verre à faible taux de dilatation.  La partie arrière du miroir est en partie évidée ce qui permet de réduire sa masse de plus de 50 %. Avec la structure qui le porte l'ensemble a une masse de 2 714 kg dont 680 pour le miroir proprement dit. 72 vérins axiaux électro-mécaniques permettent de contrôler la forme du miroir tandis que 6 vérins tangents réduisent son  stress et sa déformation[35].

L'observatoire ne dispose pas d'un système d'optique adaptative corrigeant les perturbations atmosphériques. Seule la solution d'un système d'optique active a été retenue permettant de corriger les aberrations provoquées par la gravité terrestre ainsi que les variations locales de température.

Miroirs
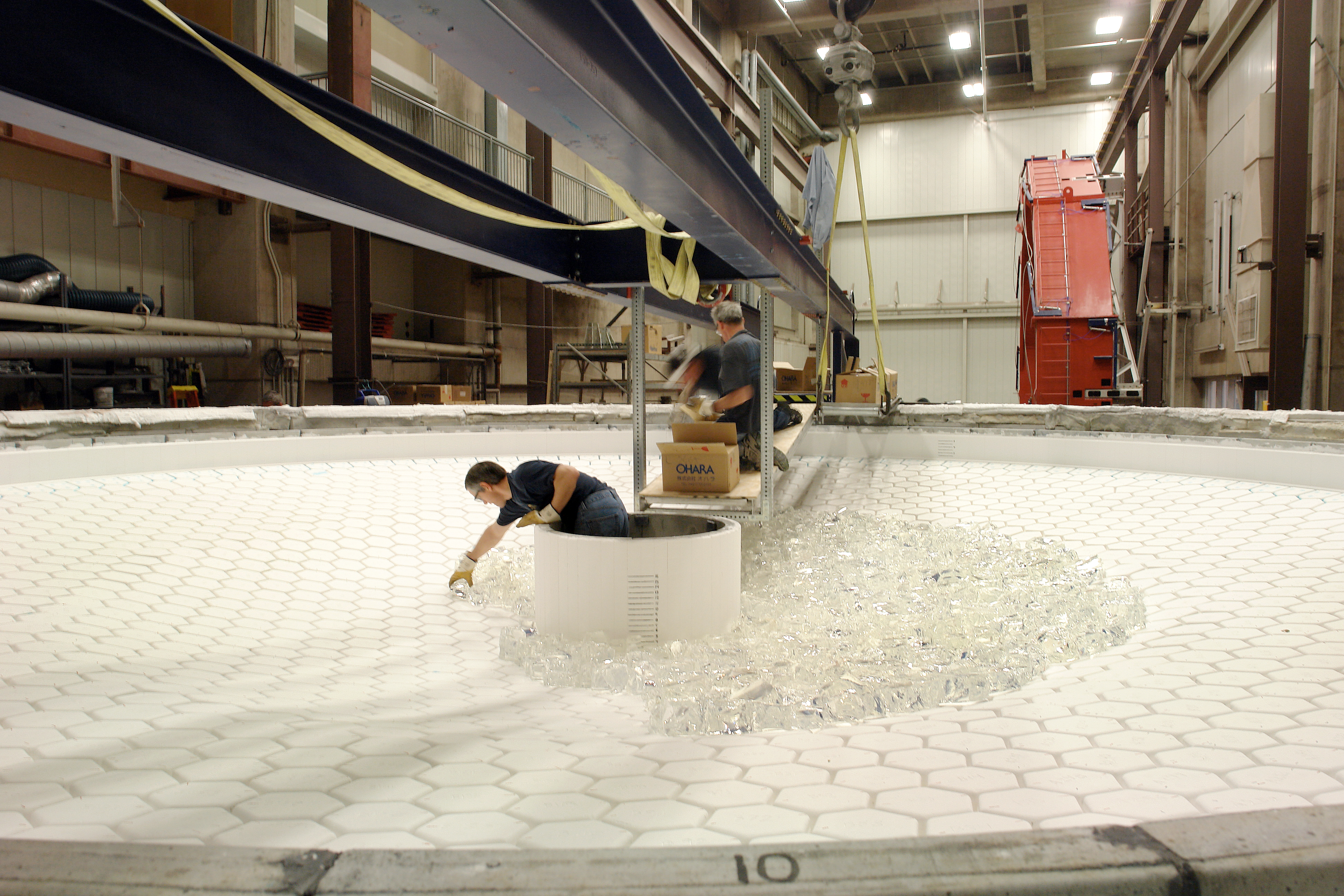
Les blocs de verre sont placés sur la forme du miroir M1 avant les opérations de fusion.
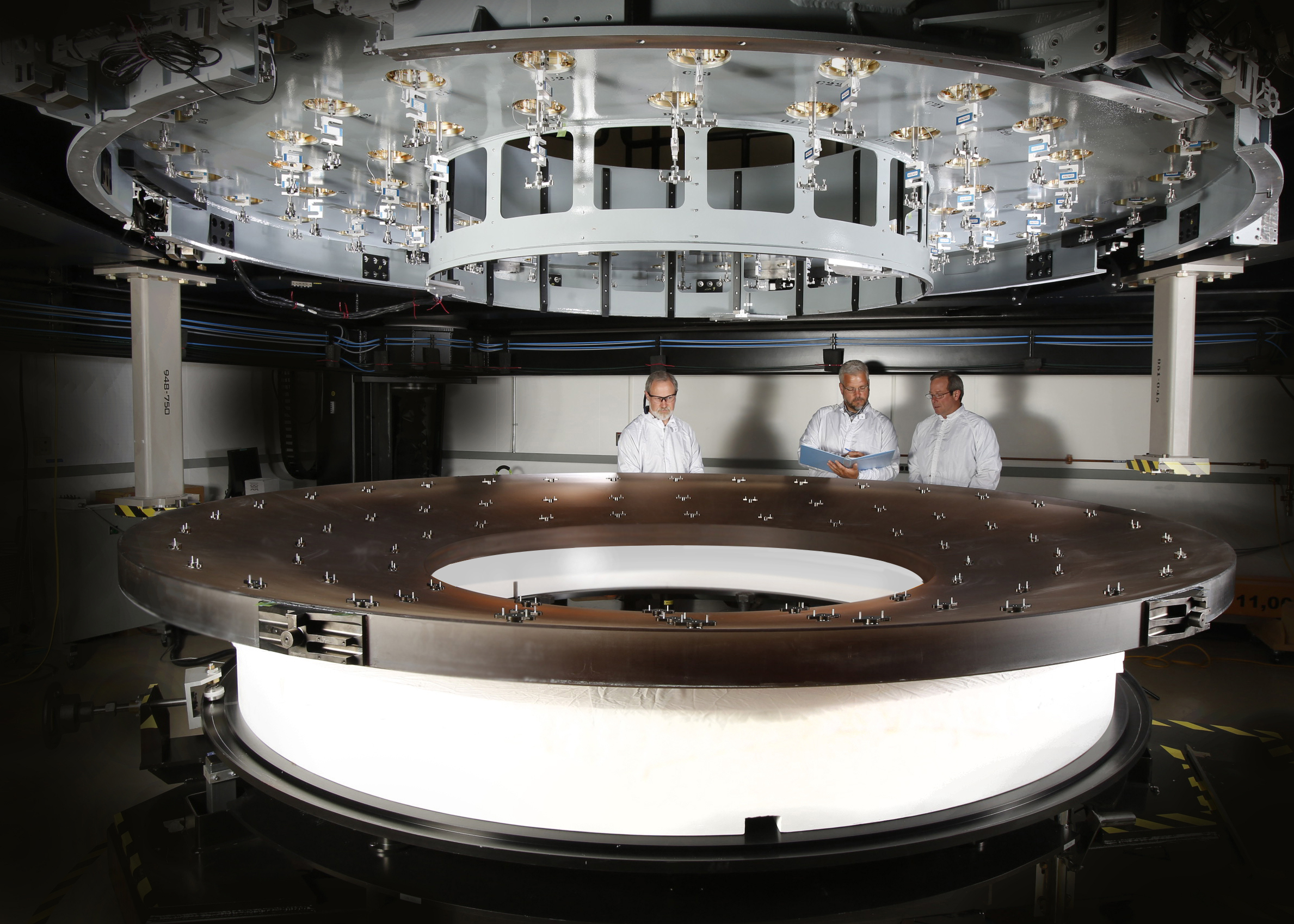
Miroir M2 et son barillet.
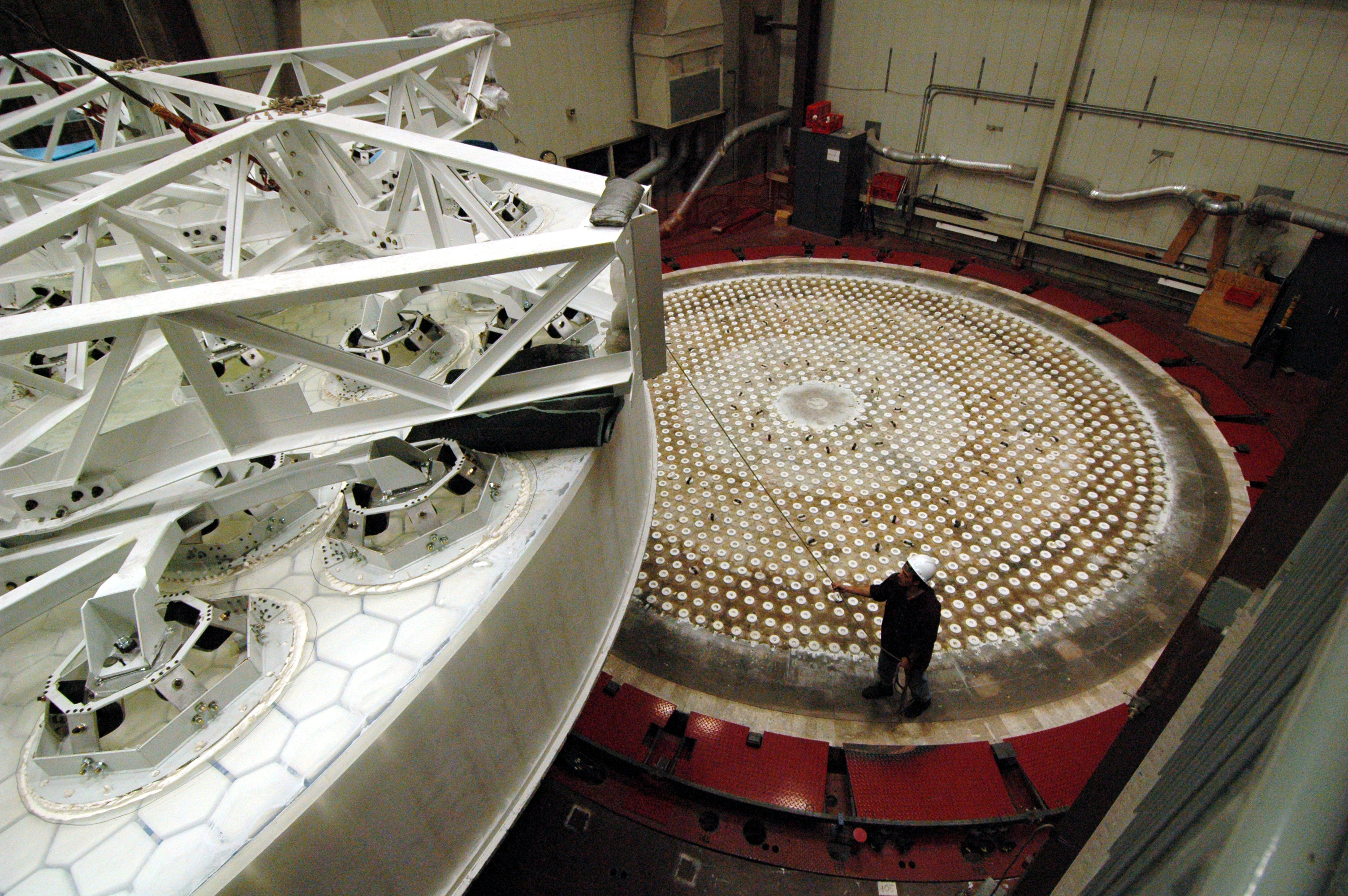
Le miroir M1 au sortir du four.

### Caméra

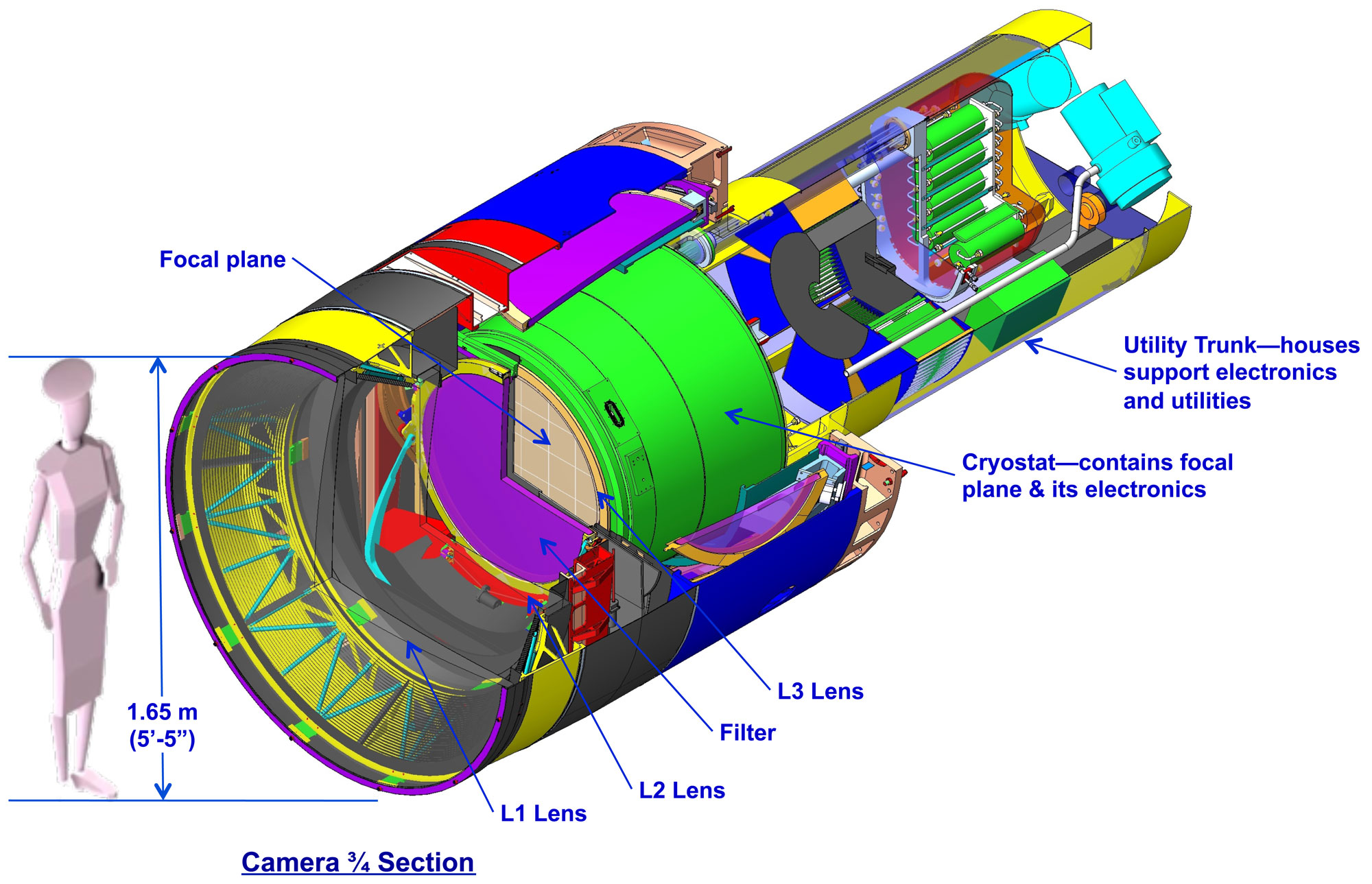
Schéma de la caméra.

Schéma du capteur de la caméra.

L'unique instrument situé à l'extrémité de l'optique est une caméra d'une taille et d'une résolution exceptionnelle. Elle est conçue pour fournir en une seule prise une image d'une portion du ciel d'un diamètre de 3,5° (40 fois la taille de la Lune) avec une résolution spatiale de 0,2 seconde d'arc. Le  capteur numérique d'un diamètre de 64 centimètres est constitué de 3,2 milliards de pixels de 10 microns de côté obtenus en juxtaposant 189 capteurs CCD au silicium de 16 mégapixels chacun. Le capteur est sensible à une plage de longueurs d'onde qui va du proche ultraviolet au proche infrarouge en passant par le visible (0,1 à 1 micron). Pour obtenir les performances attendues, le capteur est refroidi par de l'azote qui est maintenu à une température de -100 °C. La caméra comporte trois lentilles en verre de silice (L1, L2, L3) qui sont chargées de supprimer les aberrations. L3 sert de barrière étanche à l'azote qui refroidit le capteur. Entre L3 et le capteur on trouve le filtre (75 centimètres de diamètre) qui permet de sélectionner une portion du spectre lumineux. Un carrousel comportant 5 filtres permet de le remplacer en quelques minutes. Un sixième filtre peut être placé manuellement. L'obturateur à lames placé après le filtre est conçu pour que chaque pixel soit éclairé durant la même durée. La caméra a une masse de 2,8 tonnes, un diamètre de 1,69 mètre et est longue de 3 mètres,,.

Caméra du LSST
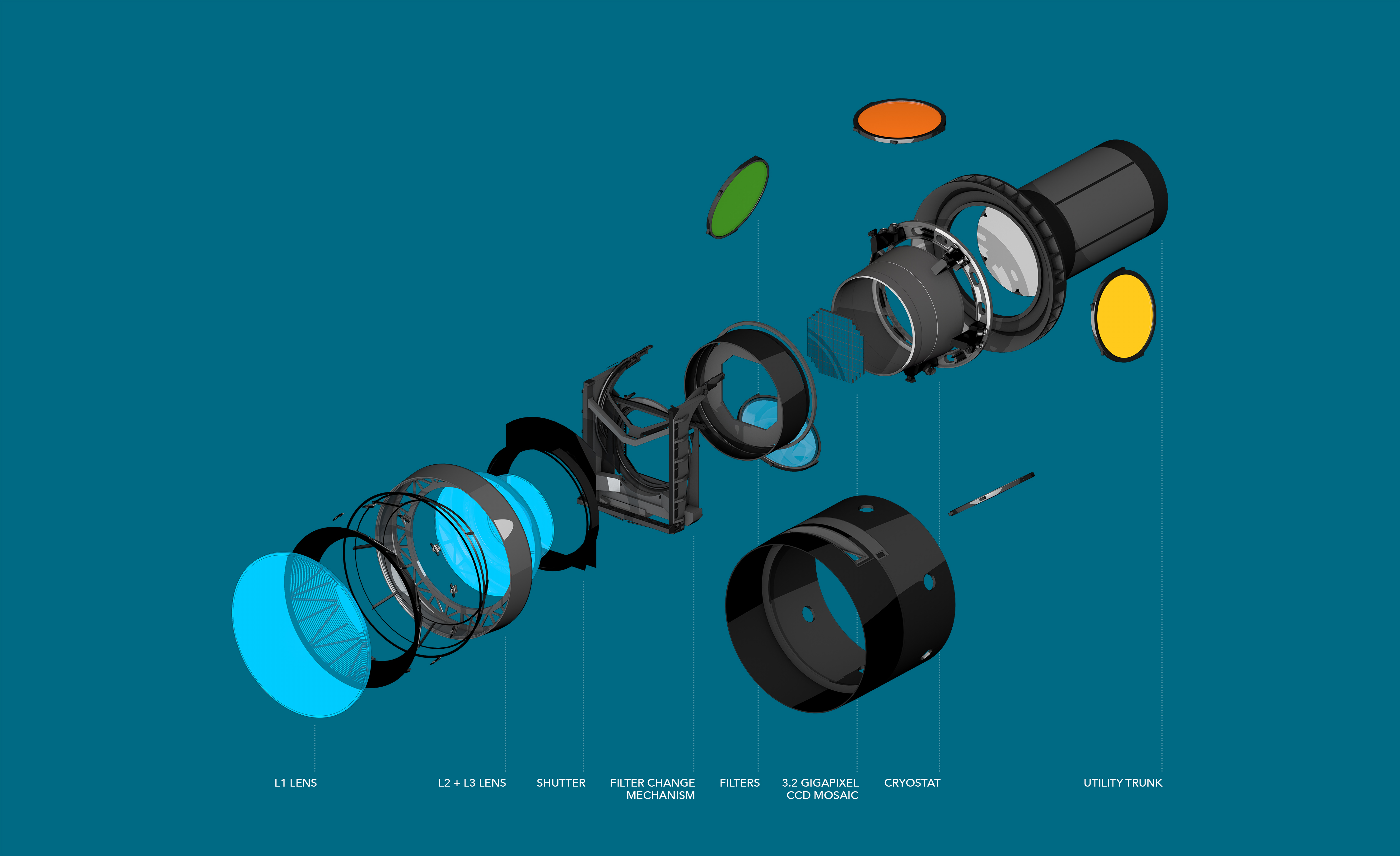
Vue explosée.
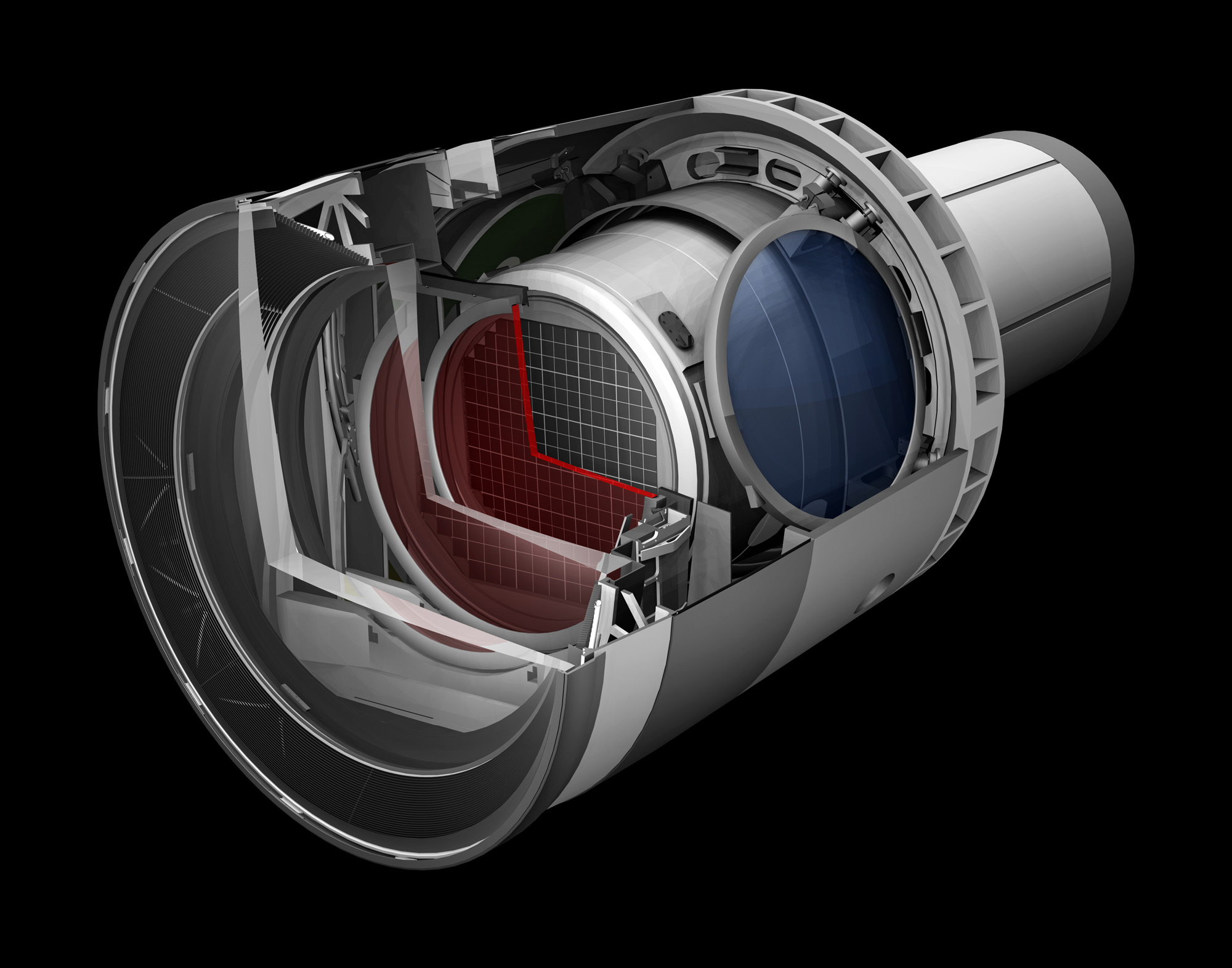
Schéma tridimensionnel en coupe.
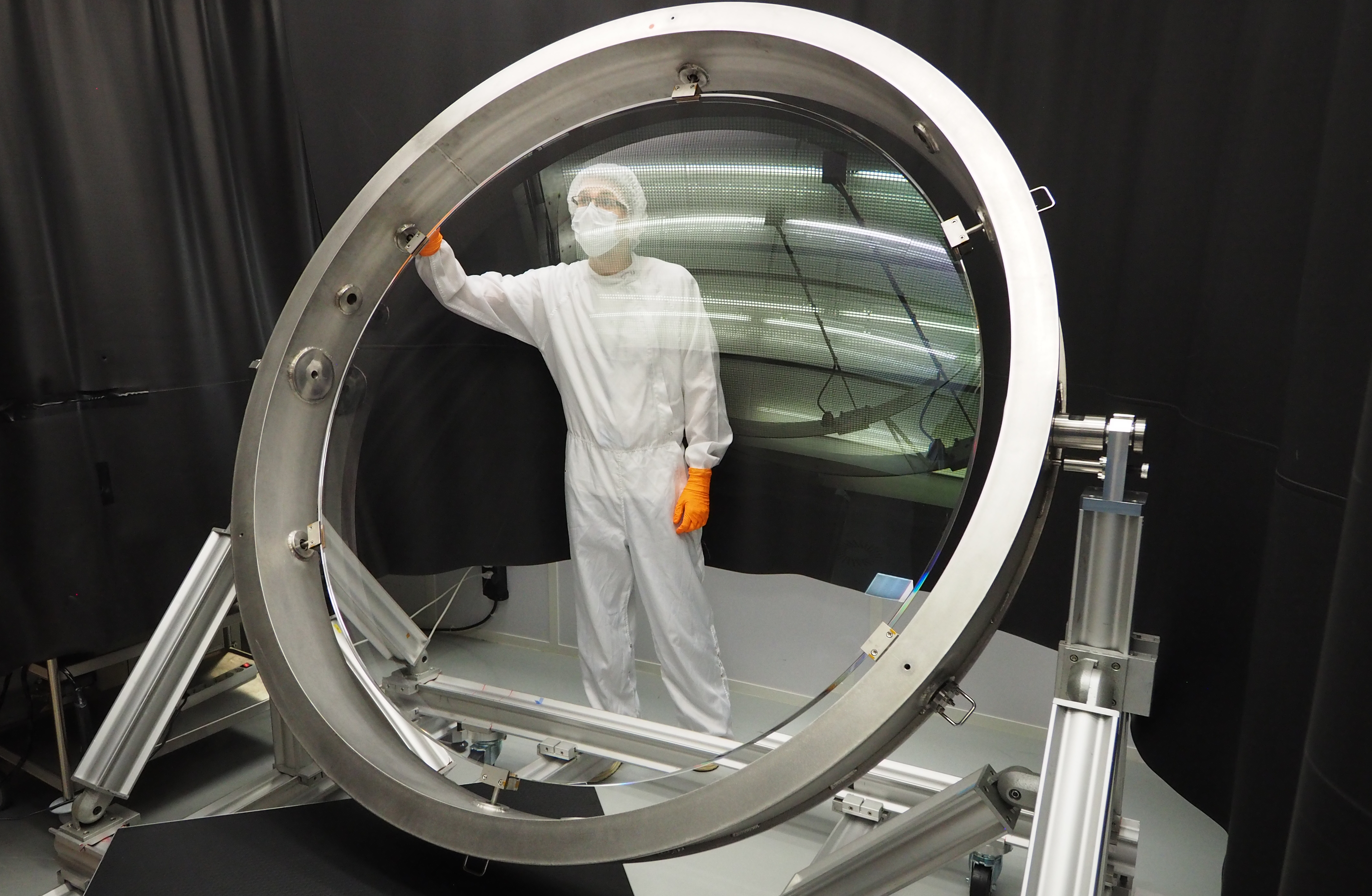
Lentille L1.

## Objectifs scientifiques
Pendant une période de 10 ans, le télescope sera dédié au Legacy Survey of Space and Time (LSST), durant lequel il balayera la totalité du ciel plusieurs fois par semaine pour réaliser un relevé de l'univers en 3D, avec les changements et mouvements survenus au cours du temps, créant ainsi une sorte d'accéléré. Il devrait nous aider à comprendre l'énergie noire, nous offrir un aperçu des faits cosmiques les plus éloignés et guetter les astéroïdes plus près de la Terre.
Il est conçu pour remplir de nombreux objectifs qui peuvent être rangés dans quatre catégories : réalisation d'un inventaire des objets célestes présents dans le système solaire, cartographie de la Voie Lactée, étude des phénomènes transitoires dans le domaine optique, recherches sur la matière noire et l'énergie sombre.

### Inventaire des objets du Système solaire
Les petits corps présents dans le Système solaire (astéroïdes, objets de la ceinture de Kuiper, comètes, ...) fournissent des indices uniques sur les débuts du Système solaire. Les caractéristiques de leur orbite, leur taille et la distribution de leur couleur constituent autant d'éléments sur l'histoire de leur accrétion ainsi que des collisions et des perturbations subies par des planètes existantes ou disparues. Les objets éloignés du Soleil situés dans la ceinture de Kuiper n'ont jamais entamé le processus de croissance. L'analyse de leur distribution est un élément clé pour tester les différentes théories de la formation et de l'évolution du Système solaire. Grâce à ses caractéristiques uniques, l'observatoire Rubin doit permettre d'effectuer des avancées spectaculaires dans les études du Système solaire en découvrant plusieurs millions d'objets et en fournissant à la fois leur orbite, leur courbe de lumière et leur couleur. La majeure partie d'entre eux sont des astéroïdes de la ceinture principale. Les découvertes effectuées par l'observatoire devrait augmenter d'un facteur compris entre 10 et 100 le nombre d'objets dont l'orbite, la couleur et la variabilité sont documentés.
La compréhension actuelle des objets célestes situés dans le Système solaire au-delà de l'orbite de Neptune (objets transneptuniens) est limitée par la faible taille de l'échantillon connu. Moins de la moitié des 1 000 objets transneptuniens découverts (2009) ont un biais d'observation qui peut être quantifié et la couleur n'a pu être mesurée que pour quelques centaines d'entre eux. Le télescope, en observant les astéroïdes à travers leur déplacement dans la moitié de la voute céleste, devrait obtenir des paramètres orbitaux précis y compris pour des objets très peu brillants, mesurer des couleurs précises, obtenir des courbes de lumière de milliers d'objets transneptuniens ainsi que leur période de rotation, leurs formes et leurs axes de rotation. De nombreux astéroïdes ont leur orbite qui croise celle de la Terre. Le Congrès américain a demandé à la NASA d'identifier 90 % des objets de ce type ayant plus de 140 mètres de diamètre. L'observatoire Vera C. Rubin est le seul instrument terrestre capable de remplir cet objectif.

### Structure de la Voie lactée
L'observatoire sera utilisé pour reconstituer l'histoire de la structure et des accrétions qui sont à l'origine de la Voie lactée (notre galaxie). Les relevés astronomiques effectués dans le cadre des expériences 2MASS et SDSS ont démontré que le halo galactique de la Voie lactée résulte de l'accrétion et de la cannibalisation de galaxies satellites. Pour déterminer de manière plus précise cette histoire de la formation de la galaxie, il est nécessaire de réaliser des mesures photométriques sur de larges portions du ciel avec une sensibilité étendue, de déterminer la parallaxe, les mouvements propres et les spectres. Le télescope doit permettre l'étude de la distribution de nombreuses étoiles de la séquence principale situées dans le halo galactique, déterminer leur métallicité et leur cinématique et réaliser des mesures directes de distance pour certaines d'entre elles. Il doit également fournir les principales caractéristiques de toutes les étoiles situées dans un rayon de 300 parsecs autour du Soleil.

### Objets transitoires et variables dans le domaine optique
L'observatoire Vera C. Rubin, grâce à ses prises de vue du ciel entier répétées à intervalles rapprochés et sa bonne sensibilité, est un outil particulièrement adapté à la découverte des phénomènes transitoires (objets invisibles devenant brusquement visibles : supernovae, sursaut gamma, etc., lunes temporaires, etc.) et des objets variables (visible en permanence mais avec une variation de la luminosité). Il devrait permettre de découvrir des objets rares et exotiques et de mettre en évidence de nouveaux aspects des événements transitoires. Grâce au système d'alerte en quasi temps réel les phénomènes temporaires pourront être observés à l'aide d'autres instruments. On estime qu'il devrait fournir 1 000 fois plus de données sur ces différents objets que les relevés astronomiques en cours.

### Matière noire et énergie sombre
Les cosmologistes ont convergé au cours des dernières décennies vers une description de la naissance et de l'évolution de notre univers cohérente qui permet d'expliquer toutes les observations effectuées à l'aide des observatoires terrestres et spatiaux. Mais ce modèle repose sur l'existence de deux composantes - la matière noire et l'énergie sombre - qui combinées représenteraient 96 % de la masse totale de l'univers. L'existence de la matière noire est déroutante car elle suppose qu'il existe une nouvelle catégorie de particules subatomiques qui n'obéissent pas aux mêmes lois que les protons, neutrons, électrons, ... L'énergie sombre est le nom donné à un phénomène mystérieux à l'origine de l'accélération de l'expansion de l'univers constatée à travers des observations effectuées sur les supernovae de type 1a, l'étude des structures à grande échelle de l'univers et la cartographie du fond diffus cosmologique. L'énergie sombre relève d'une théorie physique, située à l'articulation entre la gravitation et la mécanique quantique, qui reste à ce jour complètement mystérieuse. En l'absence de proposition de théorie, son étude repose sur les observations de ses effets. Le grand nombre de phénomènes observés par le télescope - lentilles gravitationnelles faibles et fortes, évolution des corrélations des galaxies, dénombrement des agrégats de matière noire, supernovae, ... - débarrassées des erreurs systémiques doivent contribuer à faire avancer notre compréhension de l'énergie sombre.
La seule manière de mesurer la matière noire, qui représente 85 % de la masse totale de l'Univers mais est indétectable au niveau du spectre électromagnétique, est de mesurer son impact sur la pesanteur. Le meilleur outil pour trouver et étudier la matière noire est la lentille gravitationnelle : ce phénomène apparait lorsque le rayonnement émanant d'une source ponctuelle (étoile ou galaxie) est déformé en passant devant une concentration de matière telle qu'une autre galaxie, s'interposant entre la source et l'observateur terrestre. Une lentille gravitationnelle forte produit plusieurs images de la source tandis qu'une lentille gravitationnelle faible a des effets plus subtils (distorsion de l'image de la source). Ces deux types de phénomènes devraient non seulement aider les astrophysiciens à comprendre la matière noire mais également permettre d'utiliser cette substance pour reconstituer la croissance et l'évolution de l'univers. Les lentilles gravitationnelles fortes sont rares tandis que la détection des lentilles gravitationnelles faibles, beaucoup plus fréquentes, nécessite une très grande quantité de données sur la taille et la forme des galaxies pour ne pas les confondre avec des anomalies naturelles de la forme des galaxies. L'observatoire devrait découvrir des milliers de lentilles gravitationnelles de toute taille et configuration.

## Déroulement des observations
L'enchainement des observations effectuées par le télescope est programmé à l'avance et entièrement automatique. Chaque portion de ciel est photographiée deux fois en séquence avec un temps d'exposition de 15 secondes. Chaque prise d'image se déroule selon la séquence suivante : ouverture de l'obturateur (1 seconde), obturateur complètement ouvert (14 secondes), fermeture de l'obturateur (1 seconde). Entre deux prises d'images, 2 secondes sont consacrées au transfert des données contenues dans les CCD du capteur. Après cette séquence d'une durée totale de 34 secondes, le télescope est pointé vers une nouvelle région du ciel (durée moyenne du repositionnement du télescope :  6,8 secondes) et une nouvelle séquence de prise d'images est entamée.  Au cours d'une nuit l'instrument observe environ 1 000 portions de ciel entrecoupés de 450 phases d'étalonnage. L'ensemble du ciel austral est ainsi balayé en un peu plus de trois jours. La plage de longueurs d'onde observées peut être limitée grâce aux filtres amovibles (un changement de filtre prend environ 2 minutes) à 324-395 nanomètres (filtre u), 405-552 nm (filtre g), 552-691 nm (filtre r), 691-818 nm (filtre i), 818-921 nm (filtre z) et 922-997 nm (filtre y). Lorsque les conditions d'observation sont les plus favorables, la préférence va aux filtres i et r car ils permettent d'obtenir la meilleure sensibilité.  

### Alertes
La variation de luminosité ou de changement de position d'un objet détecté entre les deux prises d'image effectuées déclenche une alerte qui est diffusée en temps réel 60 secondes après l'observation dans l'ensemble de la communauté des astronomes. Il est prévu que les observations déclenchent environ 10 millions d'alertes par nuit. Chaque prise de vue est comparée à une prise de vue antérieure. Si un nouvel objet apparait ou qu'une variation de luminosité d'un objet connu est détecté, l'objet est rapproché des catalogues des objets du Système solaire et des objets extrasolaires. Sa position, sa taille, sa forme, sa signature lumineuse, son historique, les caractéristiques de sa variété et une vignette de l'image sont communiqués. 

### Relevés astronomiques profonds
Environ 10 % du temps sera consacré à des observations plus poussées de portions du ciel. Typiquement une observation de ce type (deep survey) consisterait à effectuer de 5 300 à 13 800 observations par plage de fréquences de cette portion du ciel sur une période de 10 ans à raison de 256 séquences de 20 à 52 prises d'images par plage de fréquence. La durée totale d'observation pour cette portion de ciel serait d'environ 225 heures. Ce type de relevé astronomique permettrait de détecter des objets d'une magnitude apparente de 28,9 (filtre ru[Quoi ?]) à 27 (filtre y).

## Traitements des données et produits
Au cours des dix années de fonctionnement programmées, le ciel austral doit être complètement photographié à 825 reprises. Le rapprochement des images successives de la même portion de ciel doit permettre de détecter des étoiles dont la magnitude apparente est de 27,5. Ces données seront ensuite mises à la disposition des chercheurs et du public. 

### Traitement des données
Chaque nuit 20 téraoctets de données brutes sont collectées, ce qui nécessite des capacités de traitement exceptionnelles. Les données sont d'abord corrigées sur le site avant d'être transférées à la base de La Serena par une liaison fibre optique dont le débit est de 600 gigabits par seconde et où elles sont stockées (copie 1). Les données sont ensuite transmises au site au centre d'archivage de la NCSA (Illinois, Etats-Unis) via deux liaisons ayant un débit de 100 gigabits par seconde. Ce dernier dispose d'une puissance de calcul très importante qui lui permet de traiter l'énorme volume de données. Le centre génère les alertes en quasi temps réel (phénomènes variables/transitoires) et réalise la moitié du traitement de production permettant de préparer le catalogue. Le centre archive une deuxième copie des données. Le centre sert également de serveur pour tous les utilisateurs souhaitant effectuer des recherches dans les données collectées. Enfin une copie des données est transmise au centre de calcul de l'IN2P3 en France où la moitié des calculs pour la réalisation du catalogue est effectuée. Le traitement des données nécessite une puissance de calcul de 150 téraflops lors de la production du premier catalogue et de 950 téraflops pour la production de la dernière version 10 ans plus tard.   

### Contrôle militaire préalable
Les autorités militaires américaines ont manifesté leur crainte que les images du télescope puissent révéler les images de satellites espions américains, et surtout leurs trajectoires instantanées. L'équipe de direction de l'observatoire, en particulier Željko Ivezić, directeur de la construction depuis 2022, ont convenu avec le gouvernement américain que les images du télescope ne seraient pas diffusées immédiatement, mais qu'elles seraient envoyées à une agence militaire spécialisée, probablement le National Reconnaissance Office, pour y être analysées afin d'éviter la diffusion prématurée d'images sensibles. Les images de tout nouvel objet autre qu'un satellite espion seront envoyées immédiatement aux astronomes, ainsi que les parties de l'image contenant leur environnement immédiat, l'image complète devant être publiée dans un délai de 80 heures à dix jours. Cet embargo vise à éliminer le risque de permettre à des tiers de déterminer en temps réel l'orbite des satellites espions. Les images différées ne sont pas considérées comme une menace car l'orbite de ces satellites peut changer fréquemment. Cela évite de devoir expurger les images, ce qui a déjà été fait pour l'étude Pan-STARRS.

### Produits
Les observations effectuées par l'observatoire Rubin aboutissent à la production à destination de la communauté scientifique de données et de services plus ou moins élaborés organisés en 3 niveaux : 
- niveau 1 :
  - 20 millions d'événements transitoires - objets ayant changé de luminosité telle qu'une supernova ou de position tel qu'un astéroïde - par nuit mis à disposition par le réseau de distribution 60 secondes après leur observation,
  - catalogue de 6 millions de corps orbitant dans le Système solaire ;
- niveau 2 : 
  - catalogue de 37 milliards d'objets (20 milliards de galaxies, 17 milliards d'étoiles) ,
  - 7 trillions de détections uniques et 30 trillions de détections forcées produites annuellement,
  - images de l'espace profond obtenues en superposant les images de la même portion de ciel ;
- niveau 3 : 
  - services et ressource informatiques des serveurs de données permettant aux utilisateurs d'effectuer des requêtes et analyses spécifiques,
  - logiciels et API permettant le développement de programmes d'analyse spécifiques.

Au bout des 10 ans d'observation programmées, le nombre d'objets et d'événement par type est de : 
Objets du Système solaire 
- Astéroïdes de la ceinture d'astéroïdes : 5,5 millions (nombre d'astéroïdes connus en 2018 : 0,65 million)
- Astéroïdes troyens de Jupiter : 280 000 (nombre d'astéroïdes connus en 2018 : ~6 000)
- Objets géocroiseurs : 100 000 (nombre de géocroiseurs connus en 2018 : ~14 500)
- Objets de la ceinture de Kuiper : 40 000 (nombre d'objets connus en 2018 : ~2 000)
- Objets interstellaires : 10 (nombre d'objets connus en 2018 : 1)
- Comètes : 10 000

Objets extragalactiques rares
- Galaxies actives avec un décalage vers le rouge > 6 : 10 000
- Galaxies actives avec un décalage vers le rouge > 7,5 : 100
- Galaxies satellites de la Voie lactée : 300
- Galaxies lenticulaires : 10 000
- Quasars lenticulaires : 3 000

Événements transitoires
- Supernovae type IA : 200 000 par an
- Supernovae type II : 100 000 par an
- Supernovae lenticulaires : 300 sur 10 ans
- Événements de rupture par effet de marée : 6 000 par an
- Sursauts gamma dans l'axe : 50 par an
- Kilonovae : 70 sur 10 ans
- Étoile à neutrons avec microlentille gravitationnelle : 10 000
- Trous noirs avec microlentille gravitationnelle : 1000 par an

Objets galactiques rares
- Étoiles hyper-rapides : 10 dans un rayon de 20 kiloparsecs
- Naines blanches : 50 millions
- Naines L, T et Y : 36 000, 2 000 et 20
- Exoplanètes de type Jupiter chaud : 1 000 (détectés par la méthode du transit).

### Catalogues
Au cours des 10 années d'observation programmées, 11 catalogues d'objets seront mis à disposition (environ 1 par an). Le premier (DR1 pour Data Release 1) sera publié 12 mois après le début des observations et contiendra environ 18 milliards d'objets. Le dernier DR11 contiendra 37 milliards d'objets et 5,5 images de 3,2 gigapixels.

## Galerie

Divers
Panorama de Rubin, 2022.
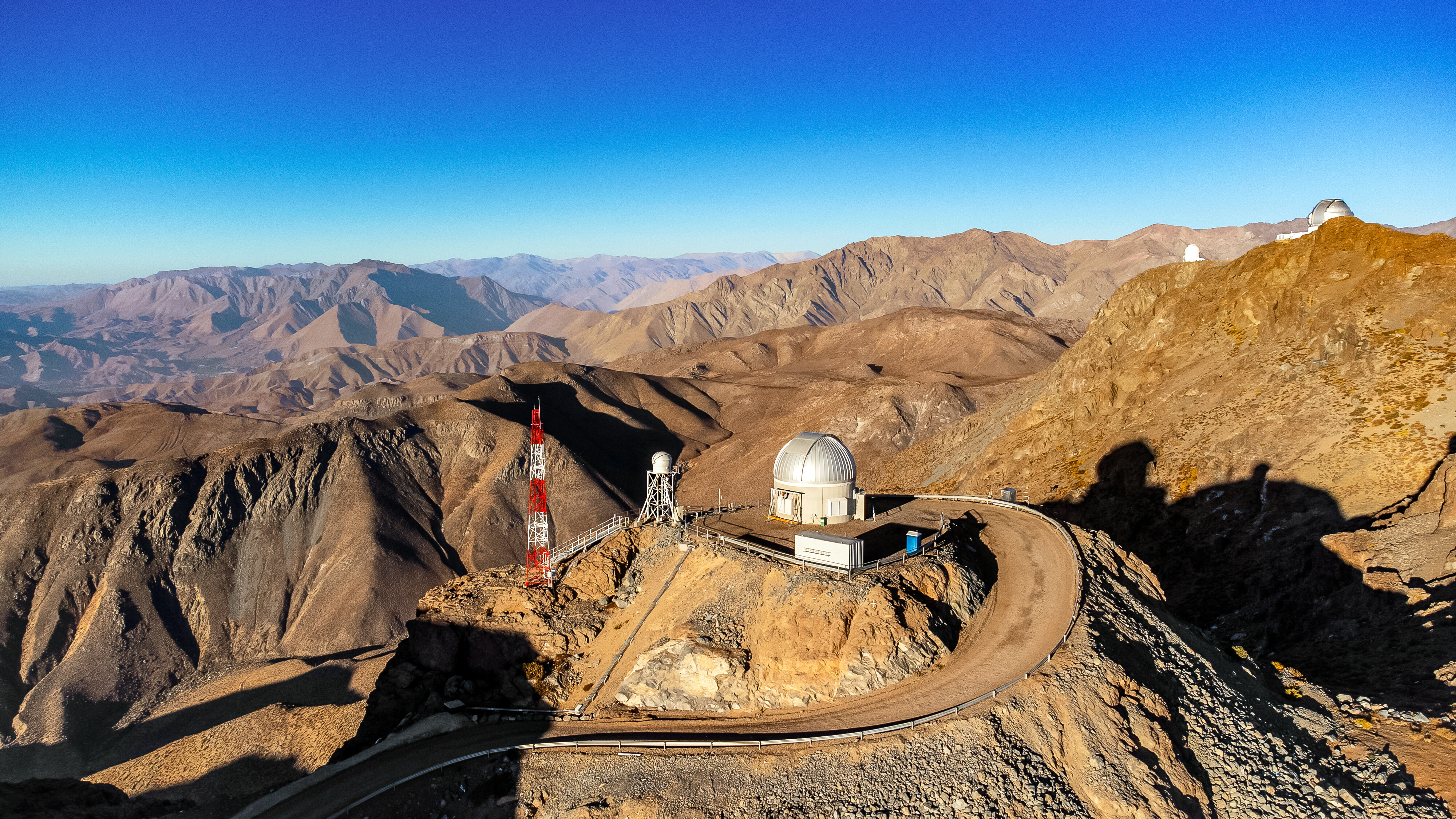
Vue du télescope auxiliaire Rubin en décembre 2023.
Succès du logiciel de télescope auxiliaire.
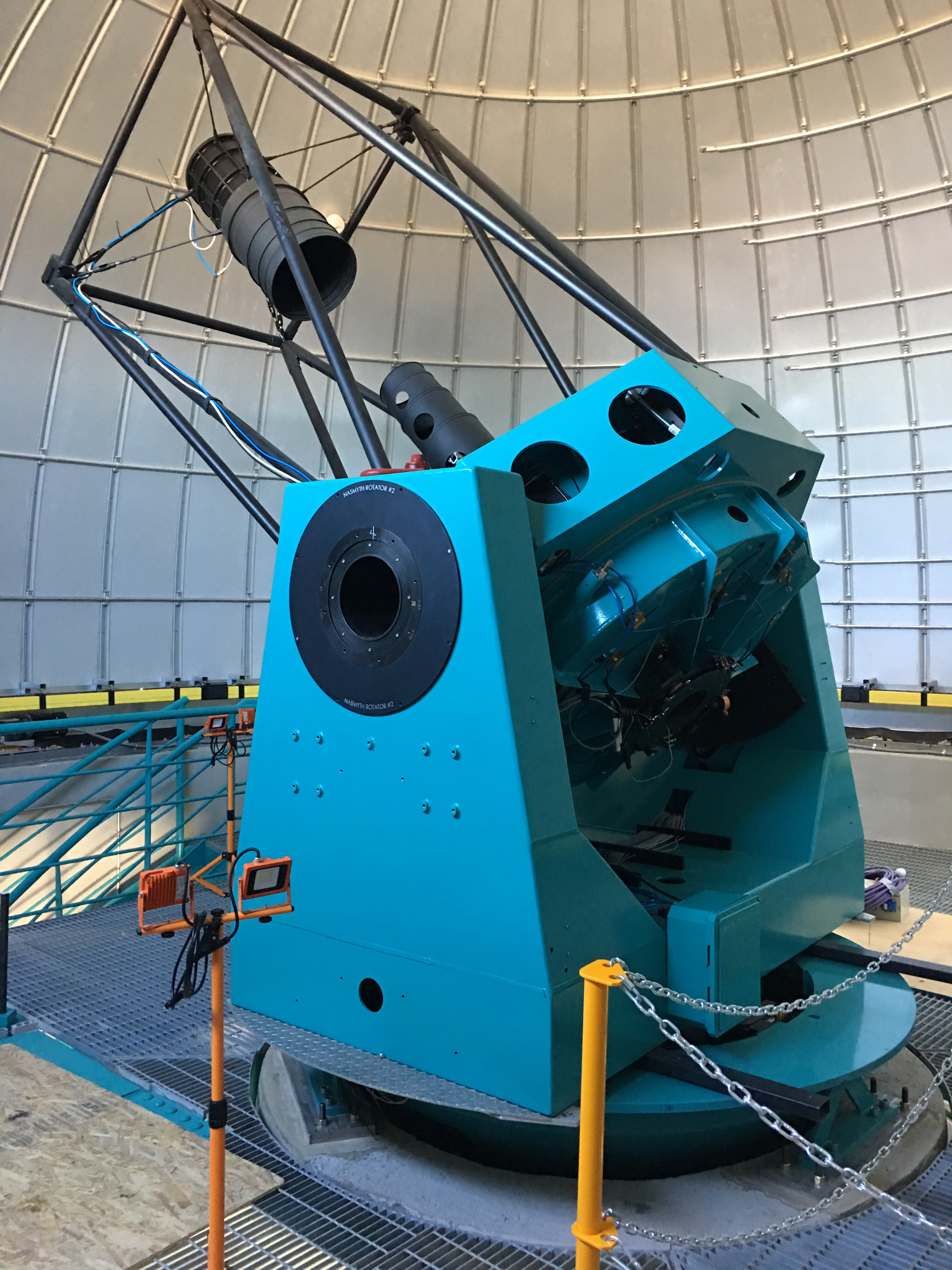
Télescope auxiliaire LSST.
Télescope auxiliaire Rubin, 2022.
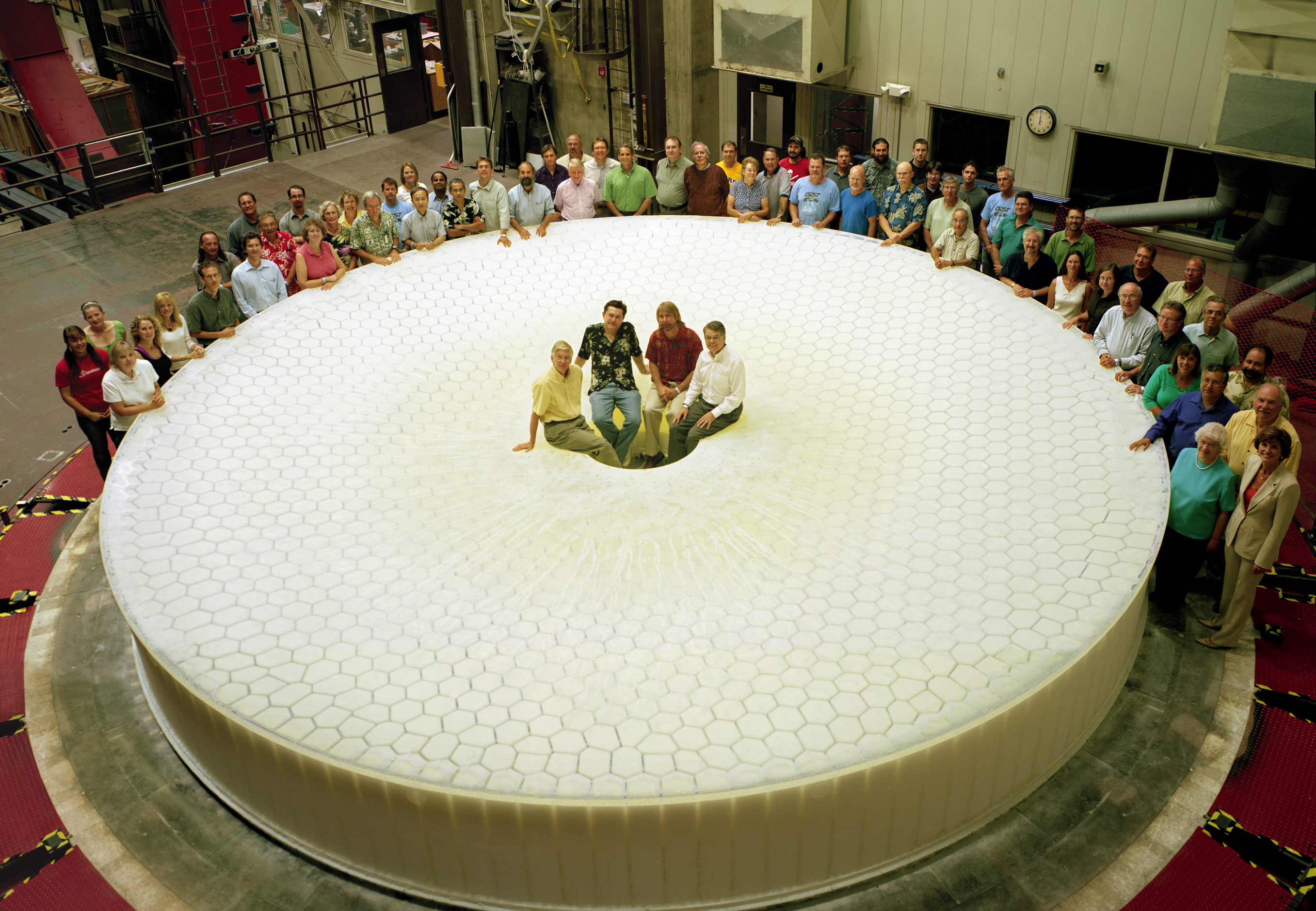
Miroirs M1 et M3.
Comparaison des miroirs de différents télescopes (longues-vues), dont le LSST au centre, en vert clair.

#### Bases de données et dictionnaires
- (en) Site officiel
- Ressource relative à la recherche :   - Global Research Identifier Database
- Ressource relative à l'astronomie :   - Centre des planètes mineures
- Notices d'autorité :   - VIAF
  - LCCN
  - WorldCat